# I liga argentyńska w piłce nożnej (1943)
Mistrzem Argentyny w roku 1943 został klub Boca Juniors, a wicemistrzem Argentyny klub River Plate.
Do drugiej ligi spadł ostatni w tabeli klub Gimnasia y Esgrima La Plata. Na jego miejsce awansował z drugiej ligi klub CA Vélez Sarsfield.

## Primera División

### Kolejka 1
| Data             | Mecz |
| ---------------- | --- |
| 18 kwietnia 1943 | CA Banfield – Estudiantes La Plata 5:3 Florencio Caffaratti (3), Armando Farro (2) - Juan J. Negri, Manuel Pelegrina, Jorge Meza                     |
| 18 kwietnia 1943 | Chacarita Juniors – Newell’s Old Boys 1:1 Manuel Cabral - Mario Morosano mecz rozegrany został na stadionie klubu Platense                           |
| 18 kwietnia 1943 | Ferro Carril Oeste – CA Platense 1:0 Alberto Lijé |
| 18 kwietnia 1943 | Gimnasia y Esgrima La Plata – Club Atlético Lanús 3:1 Alberto Cerioni, José Tombell (2, 1k) - Julio Gómez                                            |
| 18 kwietnia 1943 | Racing Club de Avellaneda – Boca Juniors 1:3 Isidoro Orleans - Jaime Sarlanga, Mario Boyé (2) mecz rozegrany został na stadionie klubu Independiente |
| 18 kwietnia 1943 | River Plate – CA Huracán 2:1 Ángel Labruna (2) - Manuel Giúdice                                                                                      |
| 18 kwietnia 1943 | Rosario Central – Atlanta Buenos Aires 2:0 Antonio Funes, Waldino Aguirre                                                                            |
| 18 kwietnia 1943 | San Lorenzo de Almagro – Independiente 4:2 Alfredo Borgnia, Mateo Nicolau, Isidro Lángara (2) - Arsenio Erico, Fernando Walter                       |

### Kolejka 2
| Data             | Mecz |
| ---------------- | --- |
| 25 kwietnia 1943 | Atlanta Buenos Aires – Chacarita Juniors 2:1 Roberto Martino, Enrique Espinosa - Juan C. Lorenzo                                                                  |
| 25 kwietnia 1943 | Boca Juniors – Rosario Central 4:1 Jaime Sarlanga (2), Severino Varela, Mariano Sánchez - Manuel Antúnez                                                          |
| 25 kwietnia 1943 | Gimnasia y Esgrima La Plata – CA Banfield 1:1 Roberto Rodríguez - Rafael Sanz                                                                                     |
| 25 kwietnia 1943 | CA Huracán – Estudiantes La Plata 3:2 Llamil Simes, Ramón Guerra (2) - Juan J. Negri, Julio Gagliardo mecz rozegrany został na stadionie klubu Ferro Carril Oeste |
| 25 kwietnia 1943 | Independiente – River Plate 0:2 Juan C. Muñoz (2) |
| 25 kwietnia 1943 | Club Atlético Lanús – Ferro Carril Oeste 2:0 Dardo Ledesma, Luis Arrieta                                                                                          |
| 25 kwietnia 1943 | Newell’s Old Boys – San Lorenzo de Almagro 2:1 Héctor Calanchini, Humberto Fiore - Mario Fernández                                                                |
| 25 kwietnia 1943 | CA Platense – Racing Club de Avellaneda 3:1 Raúl Frutos (2), Arturo Buján - Isidoro Orleans                                                                       |

### Kolejka 3
| Data        | Mecz |
| ----------- | --- |
| 2 maja 1943 | CA Banfield – CA Huracán 1:2 Roberto Aballay - Ramón Guerra (2)                                                          |
| 2 maja 1943 | Chacarita Juniors – Boca Juniors 2:2 Manuel Dorado, Fabio Cassán - Severino Varela k, Jaime Sarlanga                     |
| 2 maja 1943 | Estudiantes La Plata – Independiente 2:1 Juan J. Negri (2) - Francisco Walter                                            |
| 2 maja 1943 | Ferro Carril Oeste – Gimnasia y Esgrima La Plata 1:1 José Pérez - Gabino Arregui                                         |
| 2 maja 1943 | Racing Club de Avellaneda – Club Atlético Lanús 1:1 Roberto D’Alessandro - Julio Gómez                                   |
| 2 maja 1943 | River Plate – Newell’s Old Boys 3:3 José M. Moreno, Adolfo Pedernera (2, 1k) - Juan S. Ferreyra (2), René Pontoni        |
| 2 maja 1943 | Rosario Central – CA Platense 1:1 Antonio Funes k - Raúl Frutos                                                          |
| 2 maja 1943 | San Lorenzo de Almagro – Atlanta Buenos Aires 2:3 Mario Fernández, Mateo Nicolau - José Sbaffi, Turello, Roberto Martino |

### Kolejka 4
| Data        | Mecz |
| ----------- | --- |
| 9 maja 1943 | Atlanta Buenos Aires – River Plate 3:1 Roberto Martino, Turello, Norberto Pairoux - Adolfo Pedernera mecz rozegrany został na stadionie klubu Chacarita Juniors |
| 9 maja 1943 | Boca Juniors – San Lorenzo de Almagro 2:5 Mario Boyé (2) - Roberto Martino, Isidro Lángara (2), Alfredo Borgnia (2)                                             |
| 9 maja 1943 | Ferro Carril Oeste – CA Banfield 2:1 Alberto Lorenzo (2) - Armando Farro                                                                                        |
| 9 maja 1943 | Gimnasia y Esgrima La Plata – Racing Club de Avellaneda 2:2 Roberto Rodríguez, Gabino Arregui - Alberto Blanes s, Roberto D’Alessandro                          |
| 9 maja 1943 | Independiente – CA Huracán 6:2 Arsenio Erico, Fernando Walter, Bienvenido Paranza (2), Francisco de la Mata (2) - Delfín Unzué, Ramón Guerra                    |
| 9 maja 1943 | Club Atlético Lanús – Rosario Central 1:2 Luis Arrieta k - Rubén Bravo, Waldino Aguirre                                                                         |
| 9 maja 1943 | Newell’s Old Boys – Estudiantes La Plata 0:2 Manuel Pelegrina, Juan J. Negri                                                                                    |
| 9 maja 1943 | CA Platense – Chacarita Juniors 4:1 Roberto Torielli, Raúl Frutos (2, 1k), Alberto Belén - Amador Regueyro mecz rozegrany został na stadionie klubu River Plate |

### Kolejka 5
| Data         | Mecz |
| ------------ | --- |
| 16 maja 1943 | CA Banfield – Independiente 2:4 Roberto Aballay, Florencio Caffaratti - Vicente de la Mata, Fernando Walter (2), Arsenio Erico                             |
| 16 maja 1943 | Chacarita Juniors – Club Atlético Lanús 2:0 Amador Regueyro, Armando Adán                                                                                  |
| 16 maja 1943 | Estudiantes La Plata – Atlanta Buenos Aires 7:2 Jorge Meza (2), Manuel Pelegrina (2), Carlos Cirico, Julio Gagliardo, Juan J. Negri - Norberto Pairoux (2) |
| 16 maja 1943 | CA Huracán – Newell’s Old Boys 1:1 Delfín Unzué - José Canteli mecz rozegrany został na stadionie klubu Ferro Carril Oeste                                 |
| 16 maja 1943 | Racing Club de Avellaneda – Ferro Carril Oeste 2:1 Roberto D’Alessandro, Félix Díaz - Alberto Lorenzo k                                                    |
| 16 maja 1943 | River Plate – Boca Juniors 3:1 Ángel Labruna (2), Juan C. Muñoz - Severino Varela                                                                          |
| 16 maja 1943 | Rosario Central – Gimnasia y Esgrima La Plata 3:1 Antonio Funes (2), Waldino Aguirre - José Tombell k                                                      |
| 16 maja 1943 | San Lorenzo de Almagro – CA Platense 1:2 Alfredo Borgnia - Raimundo Sandoval, Raúl Frutos                                                                  |

### Kolejka 6
| Data         | Mecz |
| ------------ | --- |
| 23 maja 1943 | Atlanta Buenos Aires – CA Huracán 2:2 Enrique Espinosa, Turello - Ramón Guerra, Jaime Cruz s                                         |
| 23 maja 1943 | Boca Juniors – Estudiantes La Plata 1:1 Severino Varela - Julio Gagliardo                                                            |
| 23 maja 1943 | Ferro Carril Oeste – Rosario Central 2:0 José Pérez, Alberto Lijé                                                                    |
| 23 maja 1943 | Gimnasia y Esgrima La Plata – Chacarita Juniors 2:2 José Ceballos, Roberto Scarone - José Barreiro (2)                               |
| 23 maja 1943 | Club Atlético Lanús – San Lorenzo de Almagro 3:3 Luis Arrieta (2), Miguel Garcés - Tomás Etchepare, Rinaldo Martino, Alfredo Borgnia |
| 23 maja 1943 | Newell’s Old Boys – Independiente 2:1 René Pontoni, José Canteli - Vicente de la Mata                                                |
| 23 maja 1943 | CA Platense – River Plate 0:1 Román Quevedo mecz rozegrany został na stadionie klubu San Lorenzo de Almagro                          |
| 23 maja 1943 | Racing Club de Avellaneda – CA Banfield 1:3 Félix Díaz - Roberto Aballay, Florencio Caffaratti, Salvador Álvarez                     |

### Kolejka 7
| Data         | Mecz |
| ------------ | --- |
| 30 maja 1943 | CA Banfield – Newell’s Old Boys 1:1 Florencio Caffaratti - Juan C. Cámer                                                                                  |
| 30 maja 1943 | Chacarita Juniors – Ferro Carril Oeste 2:1 José Barreiro (2) - Ernesto Liztherman s                                                                       |
| 30 maja 1943 | Estudiantes La Plata – CA Platense 1:1 Saúl Ongaro k - Alberto Belén                                                                                      |
| 30 maja 1943 | CA Huracán – Boca Juniors 3:1 Juan C. Salvini, Rubén Perdomo, Delfín Unzué - Julio Rosell mecz rozegrany został na stadionie klubu San Lorenzo de Almagro |
| 30 maja 1943 | Independiente – Atlanta Buenos Aires 3:1 Fernando Walter, Arsenio Erico, Juan J. Maril - Turello                                                          |
| 30 maja 1943 | River Plate – Club Atlético Lanús 0:3 Luis Arrieta (3, 1k)                                                                                                |
| 30 maja 1943 | Rosario Central – Racing Club de Avellaneda 2:0 Tranquilino Mello, Waldino Aguirre                                                                        |
| 30 maja 1943 | San Lorenzo de Almagro – Gimnasia y Esgrima La Plata 4:1 Alfredo Borgnia, Tomás Etchepare, Rinaldo Martino (2) - Pedro Gordillo                           |

### Kolejka 8
| Data           | Mecz |
| -------------- | --- |
| 6 czerwca 1943 | Atlanta Buenos Aires – Newell’s Old Boys 3:0 Norberto Pairoux (2), Roberto Martino                                                |
| 6 czerwca 1943 | Boca Juniors – Independiente 3:1 Severino Varela (3, 1k) - Arsenio Erico                                                          |
| 6 czerwca 1943 | Ferro Carril Oeste – San Lorenzo de Almagro 0:5 Ángel Zubieta, José Arnaldo, Rinaldo Martino, Tomás Etchepare (2)                 |
| 6 czerwca 1943 | Gimnasia y Esgrima La Plata – River Plate 2:3 Roberto Rodríguez, Gabino Arregui - José M. Moreno, Adolfo Pedernera, Ángel Labruna |
| 6 czerwca 1943 | Club Atlético Lanús – Estudiantes La Plata 5:1 Oscar Contreras (2), Luis Arrieta (3) - Fortunato Desagastizábal                   |
| 6 czerwca 1943 | CA Platense – CA Huracán 1:0 Raúl Frutos                                                                                          |
| 6 czerwca 1943 | Racing Club de Avellaneda – Chacarita Juniors 2:2 Félix Díaz, Ezra Sued - Manuel Aragüez k, Manuel Dorado                         |
| 6 czerwca 1943 | Rosario Central – CA Banfield 1:0 Rubén Bravo                                                                                     |

### Kolejka 9
| Data            | Mecz |
| --------------- | --- |
| 13 czerwca 1943 | CA Banfield – Atlanta Buenos Aires 0:0 |
| 13 czerwca 1943 | Chacarita Juniors – Rosario Central 1:2 Manuel Aragüez - Waldino Aguirre, Rubén Bravo                                                                                    |
| 13 czerwca 1943 | Estudiantes La Plata – Gimnasia y Esgrima La Plata 2:1 Carlos Cirico, Juan J. Negri - Alberto Cerioni                                                                    |
| 13 czerwca 1943 | CA Huracán – Club Atlético Lanús 3:1 Emilio Baldonedo, Plácido Rodríguez, Juan C. Salvini - Ezequiel Reynoso mecz rozegrany został na stadionie klubu Ferro Carril Oeste |
| 13 czerwca 1943 | Independiente – CA Platense 2:0 Arsenio Erico (2) |
| 13 czerwca 1943 | Newell’s Old Boys – Boca Juniors 0:0 |
| 13 czerwca 1943 | River Plate – Ferro Carril Oeste 3:1 Adolfo Pedernera (2, 1k), Ángel Labruna - Daniel Pícaro                                                                             |
| 13 czerwca 1943 | San Lorenzo de Almagro – Racing Club de Avellaneda 2:1 Alfredo Borgnia (2) - Félix Díaz                                                                                  |

### Kolejka 10
| Data            | Mecz |
| --------------- | --- |
| 20 czerwca 1943 | Boca Juniors – Atlanta Buenos Aires 3:1 Jaime Sarlanga, Severino Varela (2, 2k) - José M. Marante s               |
| 20 czerwca 1943 | Chacarita Juniors – CA Banfield 5:2 Manuel Aragüez (3, 2k), José Barreiro, Armando Adán - Roberto Aballay (2, 1k) |
| 20 czerwca 1943 | Ferro Carril Oeste – Estudiantes La Plata 1:3 Daniel Pícaro - Jorge Meza (2), Carlos Cirico                       |
| 20 czerwca 1943 | Gimnasia y Esgrima La Plata – CA Huracán 0:4 Ramón Guerra (2), Norberto Méndez, Juan C. Salvini                   |
| 20 czerwca 1943 | Club Atlético Lanús – Independiente 1:3 Dardo Ledesma - Atilio Ducca s, Fernando Walter, Arsenio Erico            |
| 20 czerwca 1943 | CA Platense – Newell’s Old Boys 3:0 Roberto Torielli, Alberto Belén, Raúl Frutos                                  |
| 20 czerwca 1943 | Racing Club de Avellaneda – River Plate 0:0                                                                       |
| 20 czerwca 1943 | Rosario Central – San Lorenzo de Almagro 2:0 Rubén Marracino, Rubén Bravo                                         |

### Kolejka 11
| Data            | Mecz |
| --------------- | --- |
| 27 czerwca 1943 | Atlanta Buenos Aires – CA Platense 0:4 Raúl Frutos (3), Roque Valsecchi                                                                                  |
| 27 czerwca 1943 | CA Banfield – Boca Juniors 0:0 |
| 27 czerwca 1943 | Estudiantes La Plata – Racing Club de Avellaneda 1:1 Juan J. Negri - José García                                                                         |
| 27 czerwca 1943 | CA Huracán – Ferro Carril Oeste 4:1 Norberto Méndez (2), Ramón Guerra (2) - Alberto Lijé mecz rozegrany został na stadionie klubu San Lorenzo de Almagro |
| 27 czerwca 1943 | Independiente – Gimnasia y Esgrima La Plata 4:0 Fernando Walter, Arsenio Erico (2), Vicente de la Mata                                                   |
| 27 czerwca 1943 | Newell’s Old Boys – Club Atlético Lanús 3:2 Humberto Fiore (2), José Canteli - Atilio Ducca, Ezequiel Reynoso                                            |
| 27 czerwca 1943 | River Plate – Rosario Central 4:2 Adolfo Pedernera (2, 1k), José M. Moreno, Saturnino Yebra s - Rubén Bravo (2)                                          |
| 27 czerwca 1943 | San Lorenzo de Almagro – Chacarita Juniors 3:1 Mario Fernández (2), Rinaldo Martino - Juan C. Lorenzo                                                    |

### Kolejka 12
| Data         | Mecz |
| ------------ | --- |
| 4 lipca 1943 | Chacarita Juniors – River Plate 1:1 Manuel Dorado - Bruno Rodolfi                                                   |
| 4 lipca 1943 | Ferro Carril Oeste – Independiente 1:0 Alberto Lijé                                                                 |
| 4 lipca 1943 | Gimnasia y Esgrima La Plata – Newell’s Old Boys 4:1 Alberto Cerioni (2), Roberto Gayol, Arturo Naón - Juan C. Cámer |
| 4 lipca 1943 | Club Atlético Lanús – Atlanta Buenos Aires 1:0 Ezequiel Reynoso                                                     |
| 4 lipca 1943 | CA Platense – Boca Juniors 2:2 Alberto Belén, José N. Toledo - Jaime Sarlanga, Severino Varela                      |
| 4 lipca 1943 | Racing Club de Avellaneda – CA Huracán 1:1 Antonio García - Delfín Unzué                                            |
| 4 lipca 1943 | Rosario Central – Estudiantes La Plata 1:2 Rubén Bravo - Oscar Garro, Carlos Cirico                                 |
| 4 lipca 1943 | San Lorenzo de Almagro – CA Banfield 2:0 Rinaldo Martino, Tomás Etchepare                                           |

### Kolejka 13
| Data            | Mecz |
| --------------- | --- |
| 25 lipca 1943   | Newell’s Old Boys – Ferro Carril Oeste 3:2 Juan S. Ferreyra (2), Mario Morosano - Alberto Lijé, Rodolfo Danza                                            |
| 1 sierpnia 1943 | Atlanta Buenos Aires – Gimnasia y Esgrima La Plata 1:3 Norberto Pairoux k - Roberto Gayol, Roberto Rodríguez (2)                                         |
| 1 sierpnia 1943 | CA Banfield – CA Platense 2:0 Florencio Caffaratti k, Salvador Laporta                                                                                   |
| 1 sierpnia 1943 | Boca Juniors – Club Atlético Lanús 5:3 Severino Varela (2), Jaime Sarlanga, Mario Boyé (2) - Luis Arrieta (2), Alfredo Zárraga                           |
| 1 sierpnia 1943 | Estudiantes La Plata – Chacarita Juniors 2:2 Juan J. Negri, Ricardo Infante - José Barreiro, Armando Adán                                                |
| 1 sierpnia 1943 | CA Huracán – Rosario Central 0:1 Antonio Funes mecz rozegrany został na stadionie klubu Ferro Carril Oeste                                               |
| 1 sierpnia 1943 | Independiente – Racing Club de Avellaneda 1:2 Vicente de la Mata - Roberto D’Alessandro, Isidoro Orleans                                                 |
| 1 sierpnia 1943 | River Plate – San Lorenzo de Almagro 5:2 Aristóbulo Deambrosi, Ángel Labruna, Adolfo Pedernera, Félix Loustau, José M. Moreno - Francisco de la Mata (2) |

### Kolejka 14
| Data            | Mecz |
| --------------- | --- |
| 8 sierpnia 1943 | Chacarita Juniors – CA Huracán 1:0 Armando Adán                                                                                         |
| 8 sierpnia 1943 | Ferro Carril Oeste – Atlanta Buenos Aires 1:3 Delfín Benítez Cáceres - José Bedia, Norberto Pairoux, Roberto Martino                    |
| 8 sierpnia 1943 | Gimnasia y Esgrima La Plata – Boca Juniors 0:1 Pio Corcuera                                                                             |
| 8 sierpnia 1943 | Club Atlético Lanús – CA Platense 1:1 Rodolfo Carreras - Roberto Torielli                                                               |
| 8 sierpnia 1943 | Racing Club de Avellaneda – Newell’s Old Boys 4:3 Isidoro Orleans, Ezra Sued, Roberto D’Alessandro (2) - José Canteli (2), René Pontoni |
| 8 sierpnia 1943 | River Plate – CA Banfield 6:2 Félix Loustau (2), Ángel Labruna (3), Alberto Gallo - José L. Walter, Salvador Laporta                    |
| 8 sierpnia 1943 | Rosario Central – Independiente 2:2 Rubén Marracino, Manuel Antúnez - Vicente Sánchez, Celestino Martínez                               |
| 8 sierpnia 1943 | San Lorenzo de Almagro – Estudiantes La Plata 4:1 Mario Fernández (2), Rinaldo Martino k, Alfredo Borgnia - Manuel Pelegrina            |

### Kolejka 15
| Data             | Mecz |
| ---------------- | --- |
| 15 sierpnia 1943 | Atlanta Buenos Aires – Racing Club de Avellaneda 1:1 Norberto Pairoux k - Félix Díaz k                                                      |
| 15 sierpnia 1943 | CA Banfield – Club Atlético Lanús 2:1 Salvador Laporta, Rafael Sanz - Luis Arrieta                                                          |
| 15 sierpnia 1943 | Boca Juniors – Ferro Carril Oeste 2:0 Jaime Sarlanga, Mario Boyé                                                                            |
| 15 sierpnia 1943 | Estudiantes La Plata – River Plate 2:1 Oscar Garro, Manuel Pelegrina - Adolfo Pedernera                                                     |
| 15 sierpnia 1943 | CA Huracán – San Lorenzo de Almagro 1:1 Emilio Baldonedo - Francisco de la Mata mecz rozegrany został na stadionie klubu Ferro Carril Oeste |
| 15 sierpnia 1943 | Independiente – Chacarita Juniors 2:0 Vicente Sánchez, Vicente de la Mata                                                                   |
| 15 sierpnia 1943 | Newell’s Old Boys – Rosario Central 0:1 Antonio Funes                                                                                       |
| 15 sierpnia 1943 | CA Platense – Gimnasia y Esgrima La Plata 4:2 Raúl Frutos, José N. Toledo (2), Alberto Salvado - Roberto Rodríguez, Arturo Naón             |

### Kolejka 16
| Data             | Mecz |
| ---------------- | --- |
| 22 sierpnia 1943 | Atlanta Buenos Aires – Rosario Central 3:2 José Sbaffi, Roberto Martino, Norberto Pairoux - Antonio Funes (2, 1k)                    |
| 22 sierpnia 1943 | Boca Juniors – Racing Club de Avellaneda 4:2 José Salomón s, Jaime Sarlanga (2), Mariano Sánchez - Isidoro Orleans, José García      |
| 22 sierpnia 1943 | Estudiantes La Plata – CA Banfield 2:0 Fortunato Desagastizábal, Manuel Pelegrina                                                    |
| 22 sierpnia 1943 | CA Huracán – River Plate 0:3 Ángel Labruna (2), Adolfo Pedernera k mecz rozegrany został na stadionie klubu San Lorenzo de Almagro   |
| 22 sierpnia 1943 | Independiente – San Lorenzo de Almagro 1:2 Arsenio Erico - Francisco de la Mata, Tomás Etchepare                                     |
| 22 sierpnia 1943 | Club Atlético Lanús – Gimnasia y Esgrima La Plata 4:3 Julio Gómez (2), Luis Arrieta (2) - Roberto Rodríguez, Roberto Scarone (2, 1k) |
| 22 sierpnia 1943 | Newell’s Old Boys – Chacarita Juniors 3:1 René Pontoni (2), José Canteli - Amador Regueyro                                           |
| 22 sierpnia 1943 | CA Platense – Ferro Carril Oeste 1:0 Roberto Torielli                                                                                |

### Kolejka 17
| Data             | Mecz |
| ---------------- | --- |
| 29 sierpnia 1943 | CA Banfield – Gimnasia y Esgrima La Plata 1:1 Armando Farro - Arturo Naón                                                                 |
| 29 sierpnia 1943 | Chacarita Juniors – Atlanta Buenos Aires 2:1 Manuel Cabral, José Barreiro - José Sbaffi                                                   |
| 29 sierpnia 1943 | Estudiantes La Plata – CA Huracán 1:0 Fortunato Desagastizábal                                                                            |
| 29 sierpnia 1943 | Ferro Carril Oeste – Club Atlético Lanús 3:2 Francisco Páez, Rodolfo Danza (2) - Juan A. Fattoni, Ezequiel Reynoso                        |
| 29 sierpnia 1943 | Racing Club de Avellaneda – CA Platense 5:2 Félix Díaz, Ezra Sued, Roberto D’Alessandro (2), Mario Tosoni - Raúl Valsecchi, Raúl Frutos k |
| 29 sierpnia 1943 | River Plate – Independiente 2:1 Félix Loustau, Ángel Labruna - Arsenio Erico                                                              |
| 29 sierpnia 1943 | Rosario Central – Boca Juniors 2:2 Rubén Bravo, Antonio Funes k - Mario Boyé, Pio Corcuera                                                |
| 29 sierpnia 1943 | San Lorenzo de Almagro – Newell’s Old Boys 3:1 Rinaldo Martino, Mario Fernández, Ángel Zubieta - Humberto Fiore                           |

### Kolejka 18
| Data            | Mecz |
| --------------- | --- |
| 5 września 1943 | Atlanta Buenos Aires – San Lorenzo de Almagro 4:3 Miguel Turello, Manuel Rodríguez, Norberto Pairoux, Roberto Martino - Tomás Etchepare, Rinaldo Martino, Mario Fernández mecz rozegrany został na stadionie klubu Chacarita Juniors |
| 5 września 1943 | Boca Juniors 1 – Chacarita Juniors 10:1 Pio Corcuera (4), Severino Varela (3), Jaime Sarlanga (2), Mario Boyé - Mario Sierro |
| 5 września 1943 | Gimnasia y Esgrima La Plata – Ferro Carril Oeste 4:4 Roberto Rodríguez (2), Arturo Naón, Alberto Cerioni - Delfín Benítez Cáceres (2), Francisco Páez (2)                                                                            |
| 5 września 1943 | CA Huracán – CA Banfield 4:2 Alberto Crotti, Plácido Rodríguez, Emilio Baldonedo, ? - Eduardo Silvera, Roberto Aballay mecz rozegrany został na stadionie klubu Ferro Carril Oeste                                                   |
| 5 września 1943 | Independiente – Estudiantes La Plata 0:0 |
| 5 września 1943 | Club Atlético Lanús – Racing Club de Avellaneda 3:1 Ezequiel Reynoso, Julio Gómez, Mario Casagrande - Félix Díaz |
| 5 września 1943 | Newell’s Old Boys – River Plate 2:2 Juan S. Ferreyra, René Pontoni - Félix Loustau, Ángel Labruna |
| 5 września 1943 | CA Platense – Rosario Central 3:1 Raúl Frutos (3) - Rodolfo De Zorzi |

### Kolejka 19
| Data             | Mecz |
| ---------------- | --- |
| 12 września 1943 | Rosario Central – Club Atlético Lanús 3:1 Rubén Bravo, Antonio Funes (2) - José Rosendo                                                                                              |
| 19 września 1943 | CA Banfield – Ferro Carril Oeste 1:1 Eduardo Silvera - Francisco Páez |
| 19 września 1943 | Chacarita Juniors – CA Platense 0:2 Raúl Valsecchi, Raúl Frutos |
| 19 września 1943 | Estudiantes La Plata – Newell’s Old Boys 2:1 Carlos Cirico, Manuel Pelegrina - Juan S. Ferreyra k                                                                                    |
| 19 września 1943 | CA Huracán – Independiente 3:2 Alberto Crotti, Jorge Alberti, Plácido Rodríguez - Fernando Walter, Arsenio Erico mecz rozegrany został na stadionie klubu Ferro Carril Oeste         |
| 19 września 1943 | Racing Club de Avellaneda – Gimnasia y Esgrima La Plata 3:0 Isidoro Orleans, Roberto D’Alessandro (2)                                                                                |
| 19 września 1943 | River Plate – Atlanta Buenos Aires 3:0 Aristóbulo Deambrosi (2), Adolfo Pedernera |
| 19 września 1943 | San Lorenzo de Almagro – Boca Juniors 4:6 Alfredo Borgnia (2), Rinaldo Martino, Tomás Etchepare - Julio Rosell, Jaime Sarlanga (2), Bernardo Gandulla, José M. Marante, Pio Corcuera |

### Kolejka 20
| Data             | Mecz |
| ---------------- | --- |
| 27 września 1943 | Atlanta Buenos Aires – Estudiantes La Plata 4:1 José Sbaffi, Roberto Martino, Eduardo Rodríguez s, Francisco Rodríguez - Luis Villa                           |
| 27 września 1943 | Boca Juniors – River Plate 2:1 Severino Varela (2) - Félix Loustau                                                                                            |
| 27 września 1943 | Ferro Carril Oeste – Racing Club de Avellaneda 1:2 José Pérez - Isidoro Orleans, Roberto D’Alessandro                                                         |
| 27 września 1943 | Gimnasia y Esgrima La Plata – Rosario Central 6:3 Oscar Montañez, Oscar Larretchart, Roberto Rodríguez (3), Gabino Arregui - Rubén Marracino (2), Rubén Bravo |
| 27 września 1943 | Independiente – CA Banfield 2:1 Juan J. Olivero, Fernando Walter - Armando Farro                                                                              |
| 27 września 1943 | Club Atlético Lanús – Chacarita Juniors 2:2 Atilio Ducca k, Luis Arrieta - Manuel Aragüez k, Mario Sierro                                                     |
| 27 września 1943 | Newell’s Old Boys – CA Huracán 0:1 Alberto Crotti |
| 27 września 1943 | CA Platense – San Lorenzo de Almagro 0:2 Alfredo Borgnia, Rinaldo Martino                                                                                     |

### Kolejka 21
| Data                | Mecz |
| ------------------- | --- |
| 3 października 1943 | CA Banfield – Racing Club de Avellaneda 2:1 Armando Farro, Eduardo Silvera - Isidoro Orleans                                                               |
| 3 października 1943 | Chacarita Juniors – Gimnasia y Esgrima La Plata 2:0 Manuel Cabral, Mario Sierro                                                                            |
| 3 października 1943 | Estudiantes La Plata – Boca Juniors 0:2 Mario Boyé, Jaime Sarlanga                                                                                         |
| 3 października 1943 | CA Huracán – Atlanta Buenos Aires 1:2 Alberto Crotti - Norberto Pairoux k, Francisco Rodríguez mecz rozegrany został na stadionie klubu Ferro Carril Oeste |
| 3 października 1943 | Independiente – Newell’s Old Boys 2:1 Fernando Walter, Vicente de la Mata - Reinaldo Martino                                                               |
| 3 października 1943 | River Plate – CA Platense 2:1 Adolfo Pedernera, Félix Loustau - Roberto Torielli                                                                           |
| 3 października 1943 | Rosario Central – Ferro Carril Oeste 2:3 Rubén Bravo (2) - Rodolfo Danza (2), Alberto Lijé                                                                 |
| 3 października 1943 | San Lorenzo de Almagro – Club Atlético Lanús 2:2 Rinaldo Martino k, Alfredo Borgnia - Luis Arrieta (2)                                                     |

### Kolejka 22
| Data                 | Mecz |
| -------------------- | --- |
| 10 października 1943 | Atlanta Buenos Aires – Independiente 3:7 Roberto Martino, Norberto Pairoux, Miguel Turello - Vicente de la Mata (2), Arsenio Erico (3), Fernando Walter, Reinaldo Mourín         |
| 10 października 1943 | Boca Juniors – CA Huracán 3:0 Bernardo Gandulla, Pio Corcuera, Jaime Sarlanga |
| 10 października 1943 | Ferro Carril Oeste – Chacarita Juniors 2:1 Delfín Benítez Cáceres, Rodolfo Danza k - Mario Sierro                                                                                |
| 10 października 1943 | Gimnasia y Esgrima La Plata – San Lorenzo de Almagro 0:5 Tomás Etchepare (3), Alfredo Borgnia, Francisco de la Mata                                                              |
| 10 października 1943 | Club Atlético Lanús – River Plate 3:2 Luis Arrieta, José Rosendo, Ezequiel Contreras - Adolfo Pedernera, Alberto Gallo                                                           |
| 10 października 1943 | Newell’s Old Boys – CA Banfield 0:0 |
| 10 października 1943 | CA Platense – Estudiantes La Plata 0:4 Oscar Garro, Julio Gagliardo, Juan J. Negri, Carlos Cirico                                                                                |
| 10 października 1943 | Racing Club de Avellaneda – Rosario Central 5:4 Félix Díaz (3, 1k), Isidoro Orleans, Roberto D’Alessandro - Ángel De Cicco, Waldino Aguirre, Rubén Bravo, José H. García Pérez s |

### Kolejka 23
| Data                 | Mecz |
| -------------------- | --- |
| 17 października 1943 | CA Banfield – Rosario Central 3:2 Armando Farro, Salvador Laporta, Rafael Sanz - Rubén Bravo, Waldino Aguirre                                                    |
| 17 października 1943 | Chacarita Juniors – Racing Club de Avellaneda 2:1 Manuel Dorado (2) - Félix Díaz                                                                                 |
| 17 października 1943 | Estudiantes La Plata – Club Atlético Lanús 5:4 Julio Gagliardo (2), Carlos Cirico (3) - Ezequiel Contreras (2), Luis Arrieta k, José Rosendo                     |
| 17 października 1943 | CA Huracán – CA Platense 3:2 Jorge Alberti k, Juan C. Salvini (2) - Roberto Torielli, Raúl Valsecchi mecz rozegrany został na stadionie klubu Ferro Carril Oeste |
| 17 października 1943 | Independiente – Boca Juniors 0:0 |
| 17 października 1943 | Newell’s Old Boys – Atlanta Buenos Aires 5:4 René Pontoni (2), José Canteli (2), José J. Coll - Miguel Turello, José Sbaffi (2), Norberto Pairoux                |
| 17 października 1943 | River Plate – Gimnasia y Esgrima La Plata 3:1 Ángel Labruna (2), José M. Moreno - Arturo Naón                                                                    |
| 17 października 1943 | San Lorenzo de Almagro – Ferro Carril Oeste 3:3 Salvador Grecco, Tomás Etchepare, Joaquín Corvetto s - Delfín Benítez Cáceres (2), Rodolfo Danza                 |

### Kolejka 24
| Data                 | Mecz |
| -------------------- | --- |
| 24 października 1943 | Atlanta Buenos Aires – CA Banfield 7:3 José Bedia, José Sbaffi (2), Norberto Pairoux (2), Miguel Turello, Roberto Martino - Salvador Álvarez, Eduardo Silvera, Salvador Laporta                  |
| 24 października 1943 | Boca Juniors – Newell’s Old Boys 4:2 Jaime Sarlanga (2), Pio Corcuera, José M. Marante k - José Canteli, René Pontoni                                                                            |
| 24 października 1943 | Ferro Carril Oeste – River Plate 1:2 Joaquín Corvetto - Aristóbulo Deambrosi, Alberto Gallo |
| 24 października 1943 | Gimnasia y Esgrima La Plata – Estudiantes La Plata 2:0 Oscar Larretchart (2) mecz został przerwany w 72 minucie z powodu zamieszek na trybunach - nie został dokończony, a wynik meczu zachowano |
| 24 października 1943 | Club Atlético Lanús – CA Huracán 0:1 Rubén Perdomo |
| 24 października 1943 | CA Platense – Independiente 5:3 Raúl Valsecchi (2), Alberto Salvado (2), Raúl Frutos - Vicente de la Mata, Osvaldo Bianco, Juan J. Maril                                                         |
| 24 października 1943 | Racing Club de Avellaneda – San Lorenzo de Almagro 3:1 Roberto D’Alessandro, Félix Díaz (2) - Rinaldo Martino                                                                                    |
| 24 października 1943 | Rosario Central – Chacarita Juniors 0:1 Juan C. Lorenzo |

### Kolejka 25
| Data                 | Mecz |
| -------------------- | --- |
| 31 października 1943 | Atlanta Buenos Aires – Boca Juniors 1:1 Miguel Turello - Severino Varela mecz rozegrany został na stadionie klubu Chacarita Juniors                                                                 |
| 31 października 1943 | CA Banfield – Chacarita Juniors 5:3 Florencio Caffaratti, Armando Farro (3), Eduardo Silvera - Juan C. Lorenzo, Carlos Bruno, José Barreiro                                                         |
| 31 października 1943 | Estudiantes La Plata – Ferro Carril Oeste 0:1 Rodolfo Danza mecz rozegrany został na stadionie klubu Quilmes Athletic                                                                               |
| 31 października 1943 | CA Huracán – Gimnasia y Esgrima La Plata 5:2 Rubén Perdomo, Juan C. Salvini (2), Carlos Marinelli, Llamil Simes - Roberto Rodríguez (2) mecz rozegrany został na stadionie klubu Ferro Carril Oeste |
| 31 października 1943 | Independiente – Club Atlético Lanús 1:1 Osvaldo Bianco - Luis Arrieta |
| 31 października 1943 | Newell’s Old Boys – CA Platense 2:2 José Canteli (2) - Raúl Frutos (2) |
| 31 października 1943 | River Plate – Racing Club de Avellaneda 5:0 José M. Moreno, Ángel Labruna (3), Adolfo Pedernera |
| 31 października 1943 | San Lorenzo de Almagro – Rosario Central 3:3 Alfredo Borgnia, Ángel Zubieta, Mario Fernández - Uberto Giménez (3)                                                                                   |

### Kolejka 26
| Data             | Mecz |
| ---------------- | --- |
| 7 listopada 1943 | Boca Juniors – CA Banfield 3:1 Jaime Sarlanga, Severino Varela k, Pio Corcuera - Armando Farro                                                                                          |
| 7 listopada 1943 | Chacarita Juniors – San Lorenzo de Almagro 0:0 |
| 7 listopada 1943 | Ferro Carril Oeste – CA Huracán 2:4 Joaquín Corvetto, Rodolfo Danza - Jorge Alberti, Norberto Méndez, Rubén Perdomo (2)                                                                 |
| 7 listopada 1943 | Gimnasia y Esgrima La Plata – Independiente 3:2 Pedro Gordillo (2), José Tombell k - Vicente Sánchez, Vicente de la Mata                                                                |
| 7 listopada 1943 | Club Atlético Lanús – Newell’s Old Boys 1:0 Ezequiel Reynoso |
| 7 listopada 1943 | CA Platense – Atlanta Buenos Aires 1:1 Juan S. Prado - Norberto Pairoux |
| 7 listopada 1943 | Racing Club de Avellaneda – Estudiantes La Plata 3:2 Roberto D’Alessandro (2), Isidoro Orleans - Carlos Cirico, Manuel Pelegrina mecz rozegrany został na stadionie klubu Independiente |
| 7 listopada 1943 | Rosario Central – River Plate 1:1 Rubén Bravo - Ángel Labruna |

### Kolejka 27
| Data              | Mecz |
| ----------------- | --- |
| 13 listopada 1943 | Estudiantes La Plata – Rosario Central 1:1 Manuel Pelegrina - Ernesto Vidal mecz rozegrany został na stadionie klubu Chacarita Juniors                                                         |
| 14 listopada 1943 | Atlanta Buenos Aires – Club Atlético Lanús 1:1 Francisco Rodríguez - Ezequiel Reynoso |
| 14 listopada 1943 | CA Banfield – San Lorenzo de Almagro 3:1 Florencio Caffaratti (2), Héctor Gualdone - Rinaldo Martino                                                                                           |
| 14 listopada 1943 | Boca Juniors – CA Platense 5:1 Mario Boyé (2), Pio Corcuera (2), Mariano Sánchez - Raúl Frutos k                                                                                               |
| 14 listopada 1943 | CA Huracán – Racing Club de Avellaneda 2:3 Plácido Rodríguez, Emilio Baldonedo - Isidoro Orleans, Roberto D’Alessandro, Félix Díaz mecz rozegrany został na stadionie klubu Ferro Carril Oeste |
| 14 listopada 1943 | Independiente – Ferro Carril Oeste 2:2 Osvaldo Bianco, Juan J. Maril - Rodolfo Danza, Alberto Lijé                                                                                             |
| 14 listopada 1943 | River Plate – Chacarita Juniors 3:0 Félix Loustau (2, 1k), Ángel Labruna |
| 17 listopada 1943 | Newell’s Old Boys – Gimnasia y Esgrima La Plata 4:1 José Canteli (3), Rafael Franco - Roberto Rodríguez                                                                                        |

### Kolejka 28
| Data              | Mecz |
| ----------------- | --- |
| 20 listopada 1943 | Chacarita Juniors – Estudiantes La Plata 2:2 José Barreiro, Juan C. Lorenzo - Fortunato Desagastizábal (2)                                 |
| 21 listopada 1943 | Ferro Carril Oeste – Newell’s Old Boys 1:1 Rodolfo Danza - René Pontoni                                                                    |
| 21 listopada 1943 | Gimnasia y Esgrima La Plata – Atlanta Buenos Aires 4:1 Arturo Naón, Roberto Rodríguez, José Tombell k, Oscar Larretchart - Roberto Martino |
| 21 listopada 1943 | Club Atlético Lanús – Boca Juniors 1:1 Ezequiel Reynoso - Jaime Sarlanga                                                                   |
| 21 listopada 1943 | CA Platense – CA Banfield 2:3 Raúl Frutos k, José N. Toledo - Mario Scavone, Armando Farro, Roberto Aballay                                |
| 21 listopada 1943 | Racing Club de Avellaneda – Independiente 2:2 Roberto D’Alessandro, Isidoro Orleans - Fernando Walter, Vicente de la Mata                  |
| 21 listopada 1943 | Rosario Central – CA Huracán 4:0 Isidoro Tissera (2), Rubén Bravo, Ernesto Vidal                                                           |
| 21 listopada 1943 | San Lorenzo de Almagro – River Plate 1:1 Rinaldo Martino - Juan C. Muñoz                                                                   |

### Kolejka 29
| Data              | Mecz |
| ----------------- | --- |
| 28 listopada 1943 | Atlanta Buenos Aires – Ferro Carril Oeste 2:2 José Sbaffi, Norberto Pairoux - Rodolfo Danza, José Pérez                             |
| 28 listopada 1943 | CA Banfield – River Plate 1:6 Roberto Aballay - Félix Loustau (2, 1k), José Ramos, Alberto Gallo, Joaquín Martínez, Ángel Labruna   |
| 28 listopada 1943 | Boca Juniors – Gimnasia y Esgrima La Plata 4:3 Mario Boyé (2), Pio Corcuera, Severino Varela - Roberto Gayol, Roberto Rodríguez (2) |
| 28 listopada 1943 | Estudiantes La Plata – San Lorenzo de Almagro 0:1 Alfredo Borgnia                                                                   |
| 28 listopada 1943 | CA Huracán – Chacarita Juniors 1:1 Juan C. Salvini - Manuel Dorado mecz rozegrany został na stadionie klubu Ferro Carril Oeste      |
| 28 listopada 1943 | Independiente – Rosario Central 3:1 Vicente de la Mata, Arsenio Erico, Fernando Walter - Uberto Giménez                             |
| 28 listopada 1943 | Newell’s Old Boys – Racing Club de Avellaneda 1:0 Ángel Perucca                                                                     |
| 28 listopada 1943 | CA Platense – Club Atlético Lanús 2:4 Alberto Salvado (2) - Dardo Ledesma, Luis Arrieta (2), Ezequiel Reynoso                       |

### Kolejka 30
| Data           | Mecz |
| -------------- | --- |
| 4 grudnia 1943 | Rosario Central – Newell’s Old Boys 1:1 Carmelo Reynoso s - Humberto Fiore |
| 5 grudnia 1943 | Chacarita Juniors – Independiente 0:1 Vicente de la Mata |
| 5 grudnia 1943 | Ferro Carril Oeste – Boca Juniors 0:2(0:0) Widzowie: 31 000 Sędzia: Cossio. Bramki: 0:1 Jaime Sarlanga 80, 0:2 Jaime Sarlanga 87 Club Ferro Carril Oeste: Gualco – Noseda, Garavano, Pont, Corvetto, Vázquez, Natino, Páez, Benítez Cáceres, Pérez, Danza. Club Atlético Boca Juniors: Vacca – Marante, Valussi, Sosa, Lazzatti, Pescia, Boyé, Corcuera, Jaime Sarlanga, Varela, Sánchez. |
| 5 grudnia 1943 | Gimnasia y Esgrima La Plata – CA Platense 1:2 Pedro Gordillo - Juan S. Prado, Raúl Frutos |
| 5 grudnia 1943 | Club Atlético Lanús – CA Banfield 4:2 Oscar Contreras, José Rosendo, Ezequiel Reynoso, Dardo Ledesma - Armando Farro, Rafael Sanz |
| 5 grudnia 1943 | Racing Club de Avellaneda – Atlanta Buenos Aires 3:1 Roberto D’Alessandro, Félix Díaz, Isidoro Orleans - Francisco Rodríguez |
| 5 grudnia 1943 | River Plate – Estudiantes La Plata 3:1 Ángel Labruna, Alberto Gallo, Joaquín Martínez - Juan J. Negri |
| 5 grudnia 1943 | San Lorenzo de Almagro – CA Huracán 2:0 Tomás Etchepare, Rinaldo Martino |

### Końcowa tabela sezonu 1943
| Poz | Klub                        | Mecze | Zw | Rem | Por | Pkt | BrZd | BrStr |
| --- | --------------------------- | ----- | -- | --- | --- | --- | ---- | ----- |
| 1   | Boca Juniors                | 30    | 18 | 9   | 3   | 45  | 79   | 42    |
| 2   | River Plate                 | 30    | 19 | 6   | 5   | 44  | 74   | 38    |
| 3   | San Lorenzo de Almagro      | 30    | 14 | 7   | 9   | 35  | 72   | 53    |
| 4   | CA Huracán                  | 30    | 13 | 5   | 12  | 31  | 52   | 51    |
| 5   | Estudiantes La Plata        | 30    | 12 | 7   | 11  | 31  | 53   | 53    |
| 6   | Independiente               | 30    | 12 | 6   | 12  | 30  | 61   | 50    |
| 7   | CA Platense                 | 30    | 12 | 6   | 12  | 30  | 52   | 52    |
| 8   | Racing Club de Avellaneda   | 30    | 11 | 8   | 11  | 30  | 54   | 58    |
| 9   | Rosario Central             | 30    | 11 | 7   | 12  | 29  | 53   | 54    |
| 10  | Club Atlético Lanús         | 30    | 10 | 8   | 12  | 28  | 59   | 58    |
| 11  | Atlanta Buenos Aires        | 30    | 10 | 7   | 13  | 27  | 57   | 70    |
| 12  | Newell’s Old Boys           | 30    | 8  | 10  | 12  | 26  | 44   | 54    |
| 13  | Chacarita Juniors           | 30    | 8  | 10  | 12  | 26  | 42   | 59    |
| 14  | CA Banfield                 | 30    | 9  | 7   | 14  | 25  | 50   | 68    |
| 15  | Ferro Carril Oeste          | 30    | 8  | 7   | 15  | 23  | 41   | 60    |
| 16  | Gimnasia y Esgrima La Plata | 30    | 7  | 6   | 17  | 20  | 54   | 77    |

### Klasyfikacja strzelców bramek 1943
| Gole | Piłkarz         | Klub                |
| ---- | --------------- | ------------------- |
| 23   | Luis Arrieta    | Club Atlético Lanús |
| 23   | Raúl Frutos     | CA Platense         |
| 23   | Ángel Labruna   | River Plate         |
| 21   | Jaime Sarlanga  | Boca Juniors        |
| 20   | Severino Varela | Boca Juniors        |